# Diathraustodes hemileucalis
Diathraustodes hemileucalis là một loài bướm đêm trong họ Crambidae.